# السوق القديم (تازارين)
السوق القديم هي إحدى مشيخات المملكة المغربية، تتبع جغرافيا لإقليم زاكورة وإداريًا لتازارين. يقدر عدد سكانها بـ 1664 نسمة حسب الإحصاء الرسمي للسكان والسكنى لسنة 2004.